# Габрје при Илови Гори
Габрје при Илови Гори (словен. Gabrje pri Ilovi Gori, у старијим изворима Мало Габрје) мало је насеље у општини Гросупље. Налази се западно од насеља Велика Илова Гора у централној Словенији покрајина Долењска. Општина припада регији Средишња Словенија.
Налази се на надморској висини 410,3 м, површине 4,11 км². Приликом пописа становништва 2002. године насеље је имало 8 становника.

## Име
Првобитно име насеља било је Мало Габрје промењено је у Габрје.а 1955. у Габрје при Илови Гори У прошлости имао је немачки назив Клајнгаберје.